# Llista de topònims de Juneda
Llista de topònims (noms propis de lloc) del municipi de Juneda, a les Garrigues
Informació actualitzada per un bot. Els canvis manuals es perdran quan s'actualitzi!

## cabana
| imatge | Nom                    | Ubicat a | instància de | Detalls | coordenades                                                          | Protecció | Commons (més fotos) | Dades a WD                    |
| ------ | ---------------------- | -------- | ------------ | ------- | -------------------------------------------------------------------- | --------- | ------------------- | ----------------------------- |
|        | Cabana Nova            | Juneda   | cabana       |         | 41° 28′ 31″ N, 0° 49′ 39″ E / 41.4753692824105°N,0.827499671678694°E |           |                     | Modifica les dades a Wikidata |
|        | cabana de les Guineus  | Juneda   | cabana       |         | 41° 29′ 04″ N, 0° 49′ 15″ E / 41.4844641896643°N,0.820739918884709°E |           |                     | Modifica les dades a Wikidata |
|        | cabana del Llorenç     | Juneda   | cabana       |         | 41° 30′ 25″ N, 0° 49′ 42″ E / 41.5069800122937°N,0.828311933621399°E |           |                     | Modifica les dades a Wikidata |
|        | cabana del Pinyol      | Juneda   | cabana       |         | 41° 33′ 08″ N, 0° 52′ 14″ E / 41.5522067239314°N,0.870429776681851°E |           |                     | Modifica les dades a Wikidata |
|        | cabana del Tossal Gros | Juneda   | cabana       |         | 41° 29′ 09″ N, 0° 50′ 11″ E / 41.4859210326804°N,0.83635794910294°E  |           |                     | Modifica les dades a Wikidata |
|        | caseta dels Nou Salts  | Juneda   | cabana       |         | 41° 32′ 28″ N, 0° 51′ 36″ E / 41.5410232984615°N,0.859911831929825°E |           |                     | Modifica les dades a Wikidata |

## casa
| imatge | Nom                 | Ubicat a | instància de | Detalls                        | coordenades                                                                                   | Protecció                                  | Commons (més fotos) | Dades a WD                    |
| ------ | ------------------- | -------- | ------------ | ------------------------------ | --------------------------------------------------------------------------------------------- | ------------------------------------------ | ------------------- | ----------------------------- |
|        | Cal Calderó         | Juneda   | casa         | Estil: arquitectura popular    | 41° 33′ 01″ N, 0° 49′ 30″ E / 41.5503°N,0.8251°E ca:Carrer Pinell, 19                         | bé integrant del patrimoni cultural català |                     | Modifica les dades a Wikidata |
|        | Cal Fusteret        | Juneda   | casa         | Estil: arquitectura modernista | 41° 32′ 49″ N, 0° 49′ 22″ E / 41.546944444444°N,0.82277777777778°E ca:Carrer Anselm Clavé, 66 | bé integrant del patrimoni cultural català |                     | Modifica les dades a Wikidata |
|        | Cal Ratat           | Juneda   | casa         |                                | 41° 32′ 59″ N, 0° 49′ 29″ E / 41.54986°N,0.82472°E ca:Carrer Carnisseria, 15                  | bé integrant del patrimoni cultural català |                     | Modifica les dades a Wikidata |
|        | Cal Saprià          | Juneda   | casa         | Estil: arquitectura popular    | 41° 32′ 55″ N, 0° 49′ 31″ E / 41.54871°N,0.82515°E                                            | bé integrant del patrimoni cultural català |                     | Modifica les dades a Wikidata |
|        | Cal Serra           | Juneda   | casa         | Estil: arquitectura modernista | 41° 33′ 03″ N, 0° 49′ 19″ E / 41.55095°N,0.82186°E ca:Carrer Prat de la Riba, 25              | bé integrant del patrimoni cultural català |                     | Modifica les dades a Wikidata |
|        | Cal Tom Badia       | Juneda   | casa         | Estil: arquitectura modernista | 41° 32′ 44″ N, 0° 49′ 34″ E / 41.545555555556°N,0.82611111111111°E ca:Carrer la Font, 63      | bé integrant del patrimoni cultural català |                     | Modifica les dades a Wikidata |
|        | Cal Xammar          | Juneda   | casa         | Estil: noucentisme             | 41° 33′ 01″ N, 0° 49′ 32″ E / 41.55019°N,0.82566°E                                            | bé integrant del patrimoni cultural català |                     | Modifica les dades a Wikidata |
|        | Vil·la Ramona       | Juneda   | casa         | Estil: gòtic flamíger          | 41° 33′ 00″ N, 0° 49′ 30″ E / 41.54991°N,0.825°E ca:Carrer Pinell, 5                          | bé integrant del patrimoni cultural català |                     | Modifica les dades a Wikidata |
|        | edifici de Cal Guiu | Juneda   | casa         | Estil: gòtic flamíger          | 41° 32′ 59″ N, 0° 49′ 31″ E / 41.54973°N,0.82516°E                                            | bé integrant del patrimoni cultural català |                     | Modifica les dades a Wikidata |

## església
| imatge | Nom                         | Ubicat a | instància de     | Detalls                                              | coordenades                                                                 | Protecció                                  | Commons (més fotos)                     | Dades a WD                    |
| ------ | --------------------------- | -------- | ---------------- | ---------------------------------------------------- | --------------------------------------------------------------------------- | ------------------------------------------ | --------------------------------------- | ----------------------------- |
|        | Sant Jordi de Vinferri      | Juneda   | església capella |                                                      | 41° 32′ 41″ N, 0° 45′ 29″ E / 41.5447742721408°N,0.758076972450821°E        |                                            |                                         | Modifica les dades a Wikidata |
|        | la Transfiguració de Juneda | Juneda   | església         | Estil: arquitectura barroca arquitectura neoclàssica | 41° 32′ 58″ N, 0° 49′ 31″ E / 41.549561111111°N,0.82541111111111°E 263 msnm | bé integrant del patrimoni cultural català | Església de la Transfiguració de Juneda | Modifica les dades a Wikidata |

## granja
| imatge | Nom                | Ubicat a | instància de | Detalls | coordenades                                                          | Protecció | Commons (més fotos) | Dades a WD                    |
| ------ | ------------------ | -------- | ------------ | ------- | -------------------------------------------------------------------- | --------- | ------------------- | ----------------------------- |
|        | Granges del Custo  | Juneda   | granja       |         | 41° 33′ 08″ N, 0° 50′ 12″ E / 41.5523151149173°N,0.836686301740354°E |           |                     | Modifica les dades a Wikidata |
|        | Granges del Giner  | Juneda   | granja       |         | 41° 32′ 37″ N, 0° 50′ 19″ E / 41.5435088639711°N,0.838718293221286°E |           |                     | Modifica les dades a Wikidata |
|        | Granja Barrufet    | Juneda   | granja       |         | 41° 33′ 23″ N, 0° 47′ 33″ E / 41.5563391497712°N,0.792534102096171°E |           |                     | Modifica les dades a Wikidata |
|        | Granja Bonet       | Juneda   | granja       |         | 41° 32′ 43″ N, 0° 48′ 04″ E / 41.5453919044926°N,0.801238805070237°E |           |                     | Modifica les dades a Wikidata |
|        | Granja Cisco       | Juneda   | granja       |         | 41° 32′ 36″ N, 0° 48′ 19″ E / 41.5434040078731°N,0.805142444535357°E |           |                     | Modifica les dades a Wikidata |
|        | Granja Gelonc      | Juneda   | granja       |         | 41° 33′ 12″ N, 0° 48′ 10″ E / 41.5534639310005°N,0.802763675351605°E |           |                     | Modifica les dades a Wikidata |
|        | Granja Graus       | Juneda   | granja       |         | 41° 33′ 29″ N, 0° 47′ 43″ E / 41.5579323171246°N,0.795297750101501°E |           |                     | Modifica les dades a Wikidata |
|        | Granja Pere Bernat | Juneda   | granja       |         | 41° 33′ 31″ N, 0° 48′ 34″ E / 41.5586155861341°N,0.80936410318726°E  |           |                     | Modifica les dades a Wikidata |
|        | Granja Traver      | Juneda   | granja       |         | 41° 33′ 47″ N, 0° 47′ 05″ E / 41.5629785244737°N,0.784657191411224°E |           |                     | Modifica les dades a Wikidata |
|        | Granja del Blanco  | Juneda   | granja       |         | 41° 32′ 23″ N, 0° 48′ 59″ E / 41.5397258228644°N,0.81630749965434°E  |           |                     | Modifica les dades a Wikidata |
|        | Granja del Negre   | Juneda   | granja       |         | 41° 33′ 36″ N, 0° 49′ 42″ E / 41.5600550143414°N,0.828261912360249°E |           |                     | Modifica les dades a Wikidata |
|        | Granja del Palau   | Juneda   | granja       |         | 41° 32′ 25″ N, 0° 49′ 25″ E / 41.5401979117734°N,0.823628111259704°E |           |                     | Modifica les dades a Wikidata |
|        | Granja del Tuto    | Juneda   | granja       |         | 41° 33′ 17″ N, 0° 49′ 10″ E / 41.5548083649324°N,0.819444787434682°E |           |                     | Modifica les dades a Wikidata |
|        | Granja del Vilà    | Juneda   | granja       |         | 41° 32′ 37″ N, 0° 47′ 29″ E / 41.5436452783841°N,0.791407607057884°E |           |                     | Modifica les dades a Wikidata |
|        | la Femosa          | Juneda   | granja       |         | 41° 32′ 25″ N, 0° 50′ 48″ E / 41.5403088996312°N,0.846736829758316°E |           |                     | Modifica les dades a Wikidata |

## jaciment arqueològic
| imatge | Nom                           | Ubicat a | instància de         | Detalls | coordenades                                          | Protecció                                  | Commons (més fotos) | Dades a WD                    |
| ------ | ----------------------------- | -------- | -------------------- | ------- | ---------------------------------------------------- | ------------------------------------------ | ------------------- | ----------------------------- |
|        | Minferri                      | Juneda   | jaciment arqueològic |         |                                                      |                                            |                     | Modifica les dades a Wikidata |
|        | jaciment arqueològic de Corbs | Juneda   | jaciment arqueològic |         | 41° 30′ 51″ N, 0° 49′ 54″ E / 41.514234°N,0.831741°E | bé integrant del patrimoni cultural català |                     | Modifica les dades a Wikidata |

## masia
| imatge | Nom             | Ubicat a | instància de | Detalls                                  | coordenades                                                                               | Protecció                                  | Commons (més fotos) | Dades a WD                    |
| ------ | --------------- | -------- | ------------ | ---------------------------------------- | ----------------------------------------------------------------------------------------- | ------------------------------------------ | ------------------- | ----------------------------- |
|        | Cal Xatet       | Juneda   | masia        |                                          | 41° 32′ 25″ N, 0° 48′ 34″ E / 41.5403893293789°N,0.809524063880708°E                      |                                            |                     | Modifica les dades a Wikidata |
|        | Mas Sant Jordi  | Juneda   | masia        |                                          | 41° 32′ 42″ N, 0° 46′ 17″ E / 41.5450972940857°N,0.771445083735247°E                      |                                            |                     | Modifica les dades a Wikidata |
|        | Mas de Miravall | Juneda   | masia        | Estil: arquitectura popular 18th century | 41° 31′ 01″ N, 0° 48′ 55″ E / 41.517°N,0.81529°E ca:Partida Miravall                      | bé integrant del patrimoni cultural català | Mas de Miravall     | Modifica les dades a Wikidata |
|        | Mas de l'Aranyó | Juneda   | masia        | Estil: arquitectura popular              | 41° 30′ 08″ N, 0° 49′ 36″ E / 41.50236°N,0.82675°E ca:Ctra. C-233 a Castelldans, km. 59,5 | bé integrant del patrimoni cultural català |                     | Modifica les dades a Wikidata |
|        | Torre Llobera   | Juneda   | masia        |                                          | 41° 33′ 43″ N, 0° 47′ 19″ E / 41.561911285361°N,0.78869296484834°E                        |                                            |                     | Modifica les dades a Wikidata |
|        | la Caseta       | Juneda   | masia        |                                          | 41° 27′ 58″ N, 0° 49′ 49″ E / 41.4661544622656°N,0.830310023963696°E                      |                                            |                     | Modifica les dades a Wikidata |

## molí d'aigua
| imatge | Nom                 | Ubicat a | instància de | Detalls                     | coordenades                                                          | Protecció                   | Commons (més fotos) | Dades a WD                    |
| ------ | ------------------- | -------- | ------------ | --------------------------- | -------------------------------------------------------------------- | --------------------------- | ------------------- | ----------------------------- |
|        | Molí de la Bardissa | Juneda   | molí d'aigua |                             | 41° 32′ 05″ N, 0° 52′ 12″ E / 41.534624779927°N,0.86993331895229°E   |                             |                     | Modifica les dades a Wikidata |
|        | Molí de la Vila     | Juneda   | molí d'aigua | Estil: arquitectura popular | 41° 32′ 37″ N, 0° 49′ 45″ E / 41.54371°N,0.82915°E                   | bé cultural d'interès local |                     | Modifica les dades a Wikidata |
|        | Molí del Massot     | Juneda   | molí d'aigua |                             | 41° 32′ 48″ N, 0° 45′ 56″ E / 41.5466514433543°N,0.765672989725915°E |                             |                     | Modifica les dades a Wikidata |

## muntanya
| imatge | Nom                   | Ubicat a                               | instància de | Detalls | coordenades                                                         | Protecció | Commons (més fotos) | Dades a WD                    |
| ------ | --------------------- | -------------------------------------- | ------------ | ------- | ------------------------------------------------------------------- | --------- | ------------------- | ----------------------------- |
|        | Miravall              | Castelldans les Borges Blanques Juneda | muntanya     |         | 41° 31′ 08″ N, 0° 48′ 38″ E / 41.5189°N,0.810667°E 332.3 msnm       |           |                     | Modifica les dades a Wikidata |
|        | Roca Alta             | Juneda                                 | muntanya     |         | 41° 29′ 03″ N, 0° 49′ 26″ E / 41.48422222°N,0.82380556°E 391.9 msnm |           |                     | Modifica les dades a Wikidata |
|        | Tossal Gros           | Juneda                                 | muntanya     |         | 41° 29′ 05″ N, 0° 49′ 56″ E / 41.48472222°N,0.83211111°E 486.5 msnm |           |                     | Modifica les dades a Wikidata |
|        | Tossal de la Devesa   | Juneda                                 | muntanya     |         | 41° 32′ 39″ N, 0° 50′ 52″ E / 41.5442°N,0.847889°E 296 msnm         |           |                     | Modifica les dades a Wikidata |
|        | Tossal de les Forques | Juneda                                 | muntanya     |         | 41° 32′ 11″ N, 0° 49′ 44″ E / 41.5364°N,0.828944°E 280.1 msnm       |           |                     | Modifica les dades a Wikidata |

## serra
| imatge | Nom            | Ubicat a           | instància de | Detalls | coordenades                                                         | Protecció | Commons (més fotos) | Dades a WD                    |
| ------ | -------------- | ------------------ | ------------ | ------- | ------------------------------------------------------------------- | --------- | ------------------- | ----------------------------- |
|        | l'Esponar      | Juneda             | serra        |         | 41° 28′ 51″ N, 0° 50′ 37″ E / 41.48080556°N,0.8435°E 503.3 msnm     |           |                     | Modifica les dades a Wikidata |
|        | serra del Mig  | Juneda             | serra        |         | 41° 28′ 33″ N, 0° 50′ 05″ E / 41.4759°N,0.834639°E 525.4 msnm       |           |                     | Modifica les dades a Wikidata |
|        | serra del Paco | Castelldans Juneda | serra        |         | 41° 29′ 12″ N, 0° 49′ 03″ E / 41.48672222°N,0.81744444°E 507.1 msnm |           |                     | Modifica les dades a Wikidata |

## Misc
| imatge | Nom                         | Ubicat a                                                       | instància de                                   | Detalls                         | coordenades | Protecció                                            | Commons (més fotos)          | Dades a WD                    |
| ------ | --------------------------- | -------------------------------------------------------------- | ---------------------------------------------- | ------------------------------- | --- | ---------------------------------------------------- | ---------------------------- | ----------------------------- |
|        | Barranc de Roca Alta        | Juneda                                                         | curs d'aigua                                   |                                 | 41° 28′ 31″ N, 0° 50′ 37″ E / 41.4753°N,0.843672°E                                                                                 |                                                      |                              | Modifica les dades a Wikidata |
|        | Carrer Major                | Juneda                                                         | carrer                                         | Estil: arquitectura popular     | 41° 32′ 55″ N, 0° 49′ 30″ E / 41.54875°N,0.82505°E                                                                                 | bé integrant del patrimoni cultural català           | Carrer Major (Juneda)        | Modifica les dades a Wikidata |
|        | Castell de Vinferri         | Juneda                                                         | castell                                        |                                 | 41° 32′ 41″ N, 0° 45′ 30″ E / 41.544637°N,0.758323°E ca:Lloc de Vinferri, Juneda 249 msnm                                          | bé d'interès cultural bé cultural d'interès nacional |                              | Modifica les dades a Wikidata |
|        | Estació de Juneda           | Juneda                                                         | estació de ferrocarril                         |                                 | 41° 32′ 38″ N, 0° 49′ 32″ E / 41.54391666666667°N,0.8255277777777777°E                                                             |                                                      |                              | Modifica les dades a Wikidata |
|        | Juneda                      | Juneda                                                         | entitat singular de població capital municipal | 3523 hab                        | 41° 32′ 54″ N, 0° 49′ 28″ E / 41.54847°N,0.82451°E 262 msnm                                                                        |                                                      |                              | Modifica les dades a Wikidata |
|        | La Botera                   | Juneda                                                         | passatge                                       | Estil: arquitectura popular     | 41° 32′ 56″ N, 0° 49′ 32″ E / 41.548788888889°N,0.82558055555556°E ca:Carrer Major, 19 262 msnm                                    | bé integrant del patrimoni cultural català           | La Botera (Juneda)           | Modifica les dades a Wikidata |
|        | Portal Lamarca              | Juneda                                                         | porta de ciutat                                | Estil: arquitectura popular     | 41° 33′ 03″ N, 0° 49′ 32″ E / 41.550738888889°N,0.82556111111111°E ca:Carrer Portal del Marca, 4 262 msnm                          | bé integrant del patrimoni cultural català           | Portal Lamarca (Juneda)      | Modifica les dades a Wikidata |
|        | Pou de gel                  | Juneda                                                         | pou de neu                                     | Estil: arquitectura popular     | 41° 33′ 02″ N, 0° 49′ 27″ E / 41.550519444444°N,0.82413055555556°E ca:Sota la plaça de les Tres Creus 277 msnm                     | bé integrant del patrimoni cultural català           | Pou de gel (Juneda)          | Modifica les dades a Wikidata |
|        | canal d'Urgell              | Noguera Urgell Pla d'Urgell Garrigues Segrià                   | canal de reg                                   | Desemboca: Segre Llarg: 144.2km | 41° 55′ 47″ N, 1° 09′ 50″ E / 41.92977111111111°N,1.16391°E 41° 34′ 27″ N, 0° 34′ 37″ E / 41.57407111111111°N,0.5769580555555556°E |                                                      | Canal d'Urgell               | Modifica les dades a Wikidata |
|        | casa consistorial de Juneda | Juneda                                                         | casa consistorial                              |                                 | 41° 32′ 56″ N, 0° 49′ 31″ E / 41.5489575°N,0.8252322°E                                                                             |                                                      | Town hall of Juneda          | Modifica les dades a Wikidata |
|        | creu de terme               | Juneda                                                         | creu de terme                                  | Estil: arquitectura gòtica      | 41° 33′ 05″ N, 0° 49′ 16″ E / 41.55129°N,0.82098°E                                                                                 | bé integrant del patrimoni cultural català           |                              | Modifica les dades a Wikidata |
|        | els Bessons                 | Juneda les Borges Blanques Cervià de les Garrigues Castelldans | àrea protegida Pla d'Espais d'Interès Natural  | 1992 Superfície: 425.5916ha     | 41° 27′ 55″ N, 0° 50′ 48″ E / 41.4653°N,0.8468°E                                                                                   |                                                      | Els Bessons (espai protegit) | Modifica les dades a Wikidata |